# Pâte de plomb (métallurgie)
Pour les articles homonymes, voir Pâte de plomb et Plomb.
La pâte de plomb – dans le domaine de la métallurgie et des usages du plomb – désigne un produit industriel pâteux essentiellement constitué de plomb finement broyé. 

## Risque de confusion sémantique
Cette expression ne doit pas être confondue avec 
1. le gel de plomb (utilisé dans certains types d'accumulateurs)
2. la pâte de plomb (pâtisserie) qui désigne une recette ancienne (XIXe siècle au moins) de pâte (pâte à gâteau dit gâteau de plomb), également utilisée pour des fonds de tartes, tartelettes, flan. Cette pâte est à base de farine, beurre, crème, sel et sucre[8]

## Éléments de définition
Quand l'expression concerne bien le plomb métallique, la pâte de plomb peut être :
- une matière industrielle pâteuse à base de plomb métallique, conductrice de l'électricité et facile à mettre en forme. Elle est utilisée pour fabriquer des électrodes (par exemple sous forme de pâte métallique de péroxyde de plomb très poreuse[9]), des accumulateurs[10] ;
- une pâte « qui provient de la matière active de la batterie » issue du processus du recyclage des batteries au plomb[11] par l’industrie métallurgique de seconde fusion.

## Toxicité, écotoxicité et risque industriel et sanitaire
La production et l'utilisation ou le recyclage de pâte de plomb sont des activités à risques (de saturnisme chronique ou aigu ou de contamination de l'environnement). 
En effet, tous les types de pâte de plomb sont hautement toxique et écotoxique. 

## Usages
La pâte de plomb est notamment utilisée (ou a autrefois été utilisée) pour 
- la production d'accumulateurs. C'est de loin son premier usage actuel.
- pour produire des marques/repères ou inscriptions qui seront visibles sur une radiographie[13] (le plomb est opaque aux rayons X et d’autres rayonnements ionisants.
- un composant de certains Khôls. De la pâte de plomb était (ou l’est encore illégalement) utilisée dans la fabrication des Khôls dits « traditionnels »[14] dans lesquels le plomb tuait sans doute divers microbes ou parasites susceptibles d'affecter l’œil ou le bord de la paupière, mais en intoxiquant parfois gravement ses utilisateurs.
- un composant d'une recette antique de colorant noir pour cheveux. Cette recette pourrait dater de l'égypte antique qui maitrisait l'usage du minerai de plomb, puis aurait circulé durant l'antiquité gréco-romaine. Elle consistait à enduire les cheveux d'une pâte de plomb produite à partir de la galène de plomb (sulfure de plomb). Le plomb déposé sur les cheveux réagissait avec le soufre contenu dans la kératine en s'y fixant et noircissant[15].

## Fabrication
Pour la production de batteries, cette pâte était récemment (ou est encore localement)  « préparée manuellement, en déversant dans le malaxeur, la poudre de plomb à laquelle on ajoute une quantité d’eau acidulée. L’étalage de la pâte sur les grilles est fait manuellement à l’aide de raclettes avant l’opération de séchage à l’air libre. Ces plaques enduites et séchées, sont polies avant leur montage par soudure au plomb à l’intérieur du contenant de la batterie. Une fois chargées, ces batteries sont emballées dans l’atelier principal » (ici en Algérie en 2004). 